# Michałkowa Grań

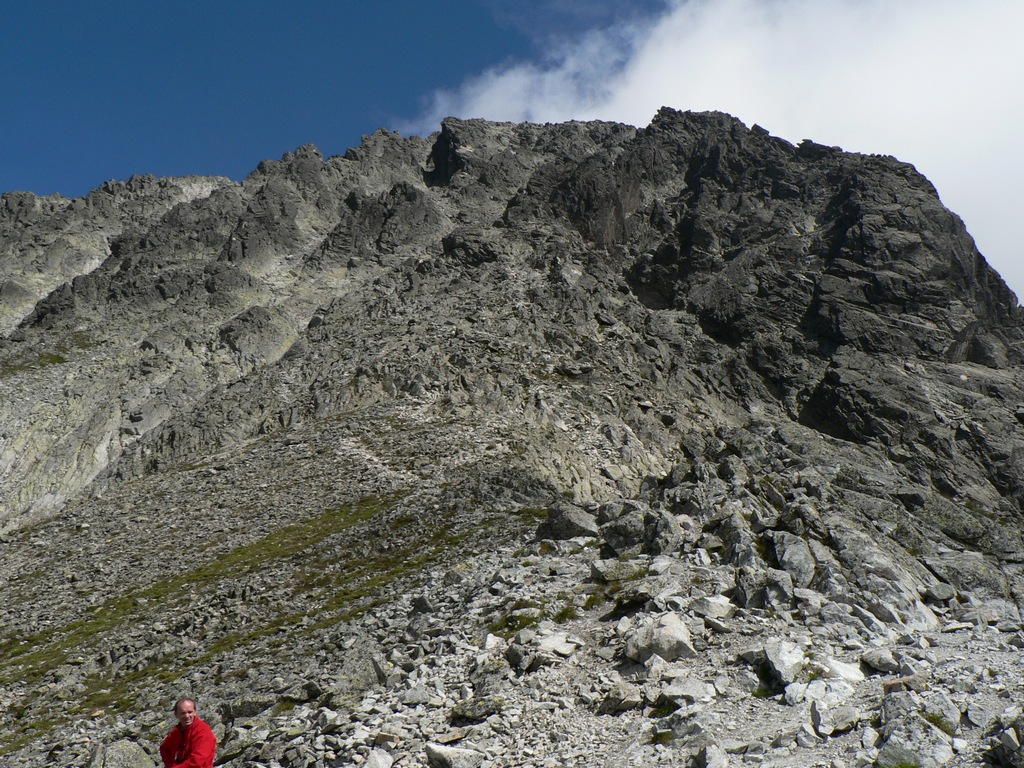
Michałkowa Grań i Lodowa Kopa od strony Lodowej Przełęczy

Michałkowa Grań (słow. Suché rameno) – grań tatrzańska odchodząca na południowy zachód od Lodowej Kopy w grani głównej w słowackiej części Tatr Wysokich. Michałkowa Grań opada w kierunku Michałkowej Równi w Dolinie Zadniej Jaworowej i oddziela jej górne partie podchodzące pod Lodową Przełęcz od Sobkowego Żlebu na północnym zachodzie. Na żaden z obiektów w Michałkowej Grani nie wiodą znakowane szlaki turystyczne, u jej podnóża przebiega zielono znakowana ścieżka prowadząca z Jaworzyny Tatrzańskiej na Lodową Przełęcz, a z niej do Doliny Pięciu Stawów Spiskich.
Obiekty w Michałkowej Grani nie mają własnego nazewnictwa, najbardziej wysunięty na południowy zachód wierzchołek Michałkowej Grani osiąga wysokość ok. 2264 m n.p.m.